# Говея, Маурилиу де
Маури́лиу Жо́ржи Кинта́л де Гове́я (порт. Maurílio Jorge Quintal de Gouveia; 5 августа 1932, Фуншал, Португалия — 19 марта 2019, Гаула, Португалия) — португальский католический архиепископ. Генеральный викарий при Патриархе Лиссабона (1978—1981) и архиепископ Эворский (1981—2008).

## Биография
Маурилиу де Говея родился в Фуншале в 1932 году. Его родителей звали Айреш Роман Фрейташ Говея и Матилде Мария Кинтал де Говея. Маурилиу учился в Епархиальной семинарии Фуншала и 4 июня 1955 года был рукоположен в священники. В возрасте 22 лет он отправился в Рим с целью продолжения образования в Папском Григорианском университете и позднее в Папском Латеранском университете. Вернувшись на Мадейру, Говея параллельно со служением в епархии Мадейры занимался преподавательской деятельностью в семинарии, где занимал пост вице-ректора. 13 января 1974 года Говея был рукоположен в сан епископа в Фуншальском соборе. В качестве епископского девиза он выбрал слова «In veritate et caritate unitas» (с лат. — «В истине и милосердии единство»).
22 марта 1978 года Говея был назначен титулярным епископом Сабиона, титулярным архиепископом Митилини и генеральным викарием при Патриархе Лиссабона. Этот пост он занимал до 8 сентября 1981 года, когда папа Иоанн Павел II назначил его архиепископом Эворским. 8 декабря 1981 года в Эворском соборе состоялась его интронизация. В 2007 году, когда Говее исполнилось 75 лет, он подал папе Бенедикту XVI прошение об отставке. 8 января 2007 года было объявлено имя его преемника, однако Говея оставался архиепископом вплоть до интронизации Жозе Франсишку Алвеша в 2008 году.
Маурилиу де Говея умер 19 марта 2019 года в Гауле после продолжительной болезни. Похоронен в Пантеоне архиепископов в Эворе.

## Труды
- Servir por Amor (2004)
- Concílio, Diocese e Evangelização (2005)
- Ser Cristão Hoje (2011)
- O Eremitério Maria Serena (2011)
- Cristãos Exemplares (2014)
- Uma Comunidade de Cristãos – A Paróquia na Missão da Igreja (2015)
- Magnificat (2017)
- Eu sou o Pão da Vida (2018)
- Rumo ao Céu (2018)